# جک ابوت
جک ابوت (انگلیسی: Jack Abbott) بازیکن فوتبال انگلیسی بود.